# Val d'Anniviers
Val d'Anniviers is een dwarsvallei van de Rhône in het Zwitserse kanton Wallis.
Ter hoogte van Vissoie splitst het dal zich op in twee andere valleien: Val de Zinal en Val de Moiry.
Tot 1 januari 2009 lagen in het dal vijf zelfstandige gemeenten die op 1 januari 2009 gefuseerd zijn tot één gemeente Anniviers.
- Gemeinsame Normdatei: 4107509-2
- Historisch woordenboek van Zwitserland: 008387
- Virtual International Authority File: 239484147